# Babica jelenka
Babica jelenka (Parablennius incognitus) ili slingurica bljedica riba je koja spada u porodicu slingurki (Blenniidae). Ova babica ima sve karakteristike svoje porodice: izduženo, golo tijelo, bez ljuski, sluzavo, boje je smećkaste, s raznim prugama i šarama, svijetlim, skoro bijelim trbuhom, ticalima iznad očiju. Žive u samom plićaku, u procjepima stijena i rupama. Hrane se algama i račićima, a najveća zabilježena veličina je 5,8 cm. Mrijesti se od svibnja do kolovoza kada ženke polažu jajašca u rupe mužjaka.
Ova vrsta živi na obalama istočnog Atlantika, od Kameruna, pa do Portugala, uključujući Madeiru i Kanarske otoke, te na cijelom Mediteranu, Mramornom i Crnom moru.

## Ribolov
Ne postoji komercijalni ribolov na ovu ribicu, a može se uhvatiti na malenu udicu. Priprema se pržena i takva je vrlo ukusna. 

## Poveznice
|  | Zajednički poslužitelj ima još gradiva o temi Babica jelenka |
|  | Wikivrste imaju podatke o taksonu Babica jelenka             |